# Aotea Harbour
Aotea Harbour ist ein Naturhafen im Waikato District der Region Waikato auf der Nordinsel von Neuseeland.

## Geographie
Der 31,9 km2 große Naturhafen befindet sich rund 40 km südwestlich von Hamilton an der Westküste des Waikato District, mit Zugang zur Tasmansee. Das sich über 11,5 km erstreckende Gewässer misst an seiner breitesten Stelle rund 5,8 km und besitzt eine Küstenlinie von rund 58 km. 74 % der Fläche des Hafens ist den Gezeiten ausgesetzt.
Neben den zahlreichen Creeks und Streams (Bäche) zählt der Pakoka River mit zum wichtigsten Zufluss des Gewässers. Zu erreichen ist der Naturhafen und der Ort Aotea über den New Zealand State Highway 31 und seinen angeschlossenen Landstraßen.

## Geologie
Der Aotea Harbour ist eine versunkene Tallandschaft, die nach der letzten Kaltzeit durch den ansteigenden Meeresspiegel vom Meer her überflutet wurde.